# Силен
Силен — сын Пана или Гермеса и нимфы. Местом рождения Силена, играющего роль в сказаниях о Дионисе, считается во многих сказаниях Фракийская Ниса, где он был царём. Здесь он вскормил и воспитал Диониса, которого посвятил во все знания и искусства, научив, между прочим, виноделию и пчеловодству, и с которым жил в теснейшей дружбе.

## Мифы
Воспитатель и кормилец Диониса, сопровождал его в походах. Ездит на осле. Воспитан в Малее, наложник наяды. Отец Марона, Астрея и Ленея. Участник индийского похода Диониса.
По сказаниям, Силен неохотно делится с людьми знанием будущего: для этого надо его поймать хитростью и силой заставить пророчествовать. Так, Мидас поймал силена в своих садах, смешав воду источника Инна с вином и напоив допьяна падкого до вина бога. Силен был пойман фракийскими селянами и отведен к Мидасу, Мидас 10 дней пировал с ним. Попав к царю во власть, Силен открыл ему сокровенное знание о природе вещей и поведал будущее. "Рассказывается также какая-то побасёнка о Силене, который пойманный Мидасом, вместо выкупа сделал ему этот подарок: он научил царя, что «не родиться есть высшее счастье для человека, а самое ближайшее к нему (счастию) — как можно скорее умереть» (Цицерон) Тускуланские беседы. I. ХLVIII. 115). Согласно Феопомпу, Силен рассказал Мидасу о большом материке, лежащем за пределами обитаемого мира.
На сцене силены выступали в мохнатых хитонах. Герою Силену посвящён LIV орфический гимн. Он действует в ряде сатировских драм, например в «Следопытах» Софокла, «Киклопе» Еврипида.

## В литературе и искусстве
Является одним из действующих лиц романа Г. Л. Олди «Герой должен быть один», в котором изображен как пьяница, и одновременно — мудрый советник и учитель для Гермеса, Пана и Диониса.
Появляется в серии книг «Перси Джексон и Олимпийцы» в качестве одного из сатиров-старейшин.
В Песнях Гипериона тетралогии Дэна Симмонса, есть персонаж Мартин Силен, любящий выпить и имеющий внешнее сходство с сатиром.
В книге «Сократ» чешских писателей Йозефа Томан и Мирославы Томановой Силен сравнивается с древнегреческим философом Сократом, внешнее сходство Сократа и сатира становится одной из причин казни философа.
В книге Лев, колдунья и платяной шкаф одна из книг в доме фавна Тумнуса называлась "Жизнь и письмена Силена".Эта же книга видна на полке фавна в экранизации 2005 года.

## Галерея

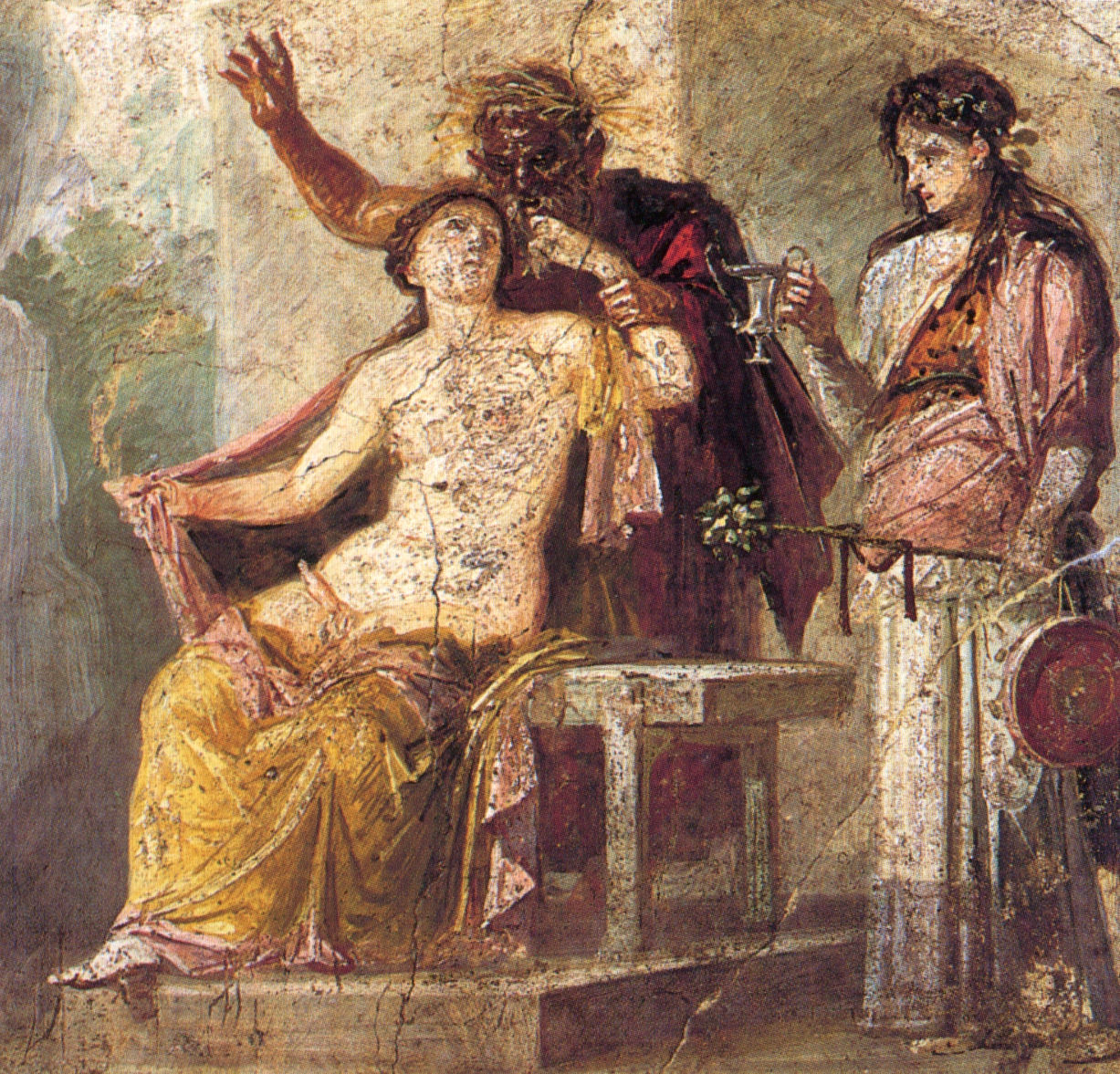
Гермафродит и Силен. Справа менада с тирсом. Фреска из Помпеи
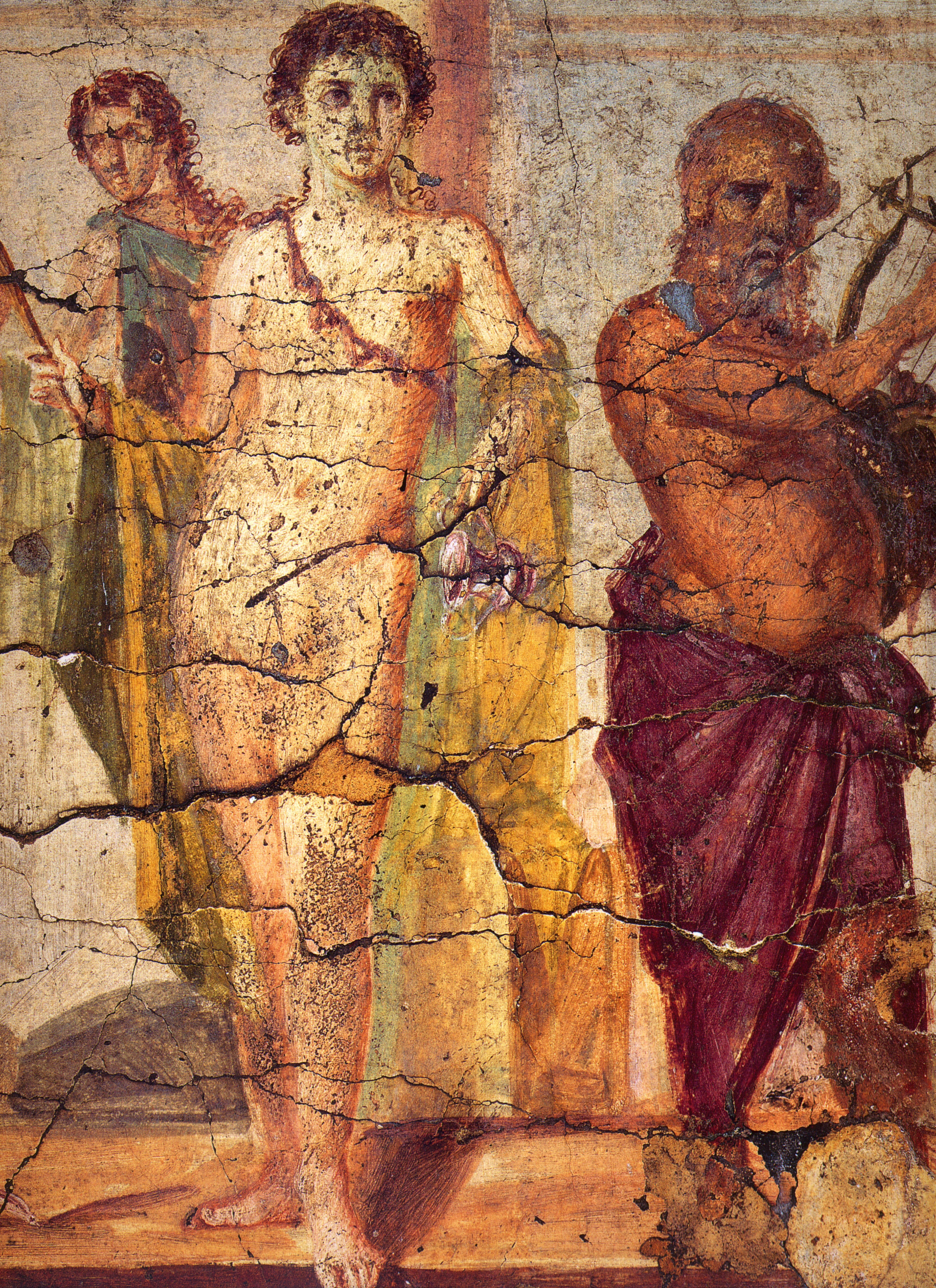
Гермафродит и Силен. Фреска из Помпеи
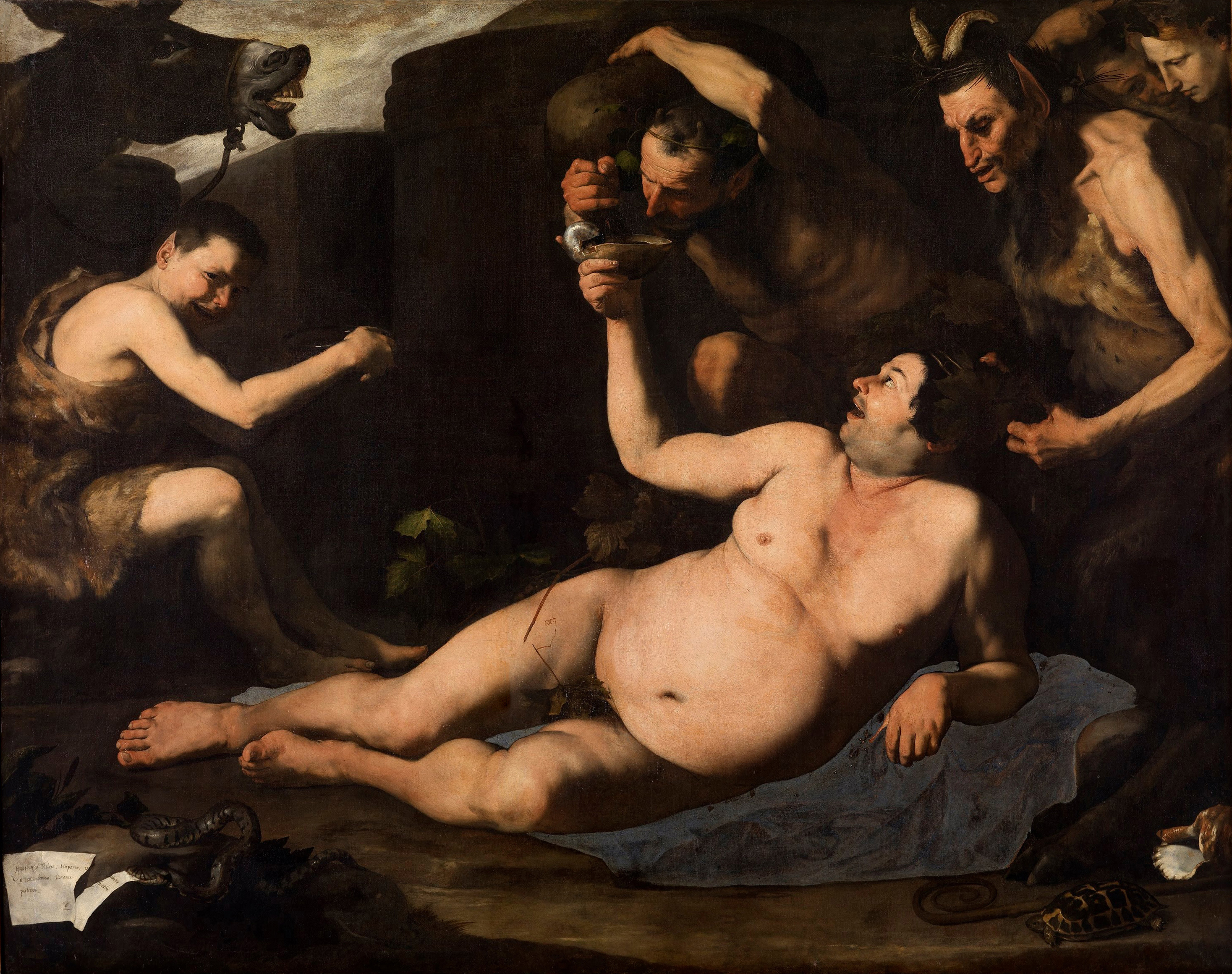
Пьяный Силен. Хусепе де Рибера. 1626. Национальные музей и галерея Каподимонте. Неаполь
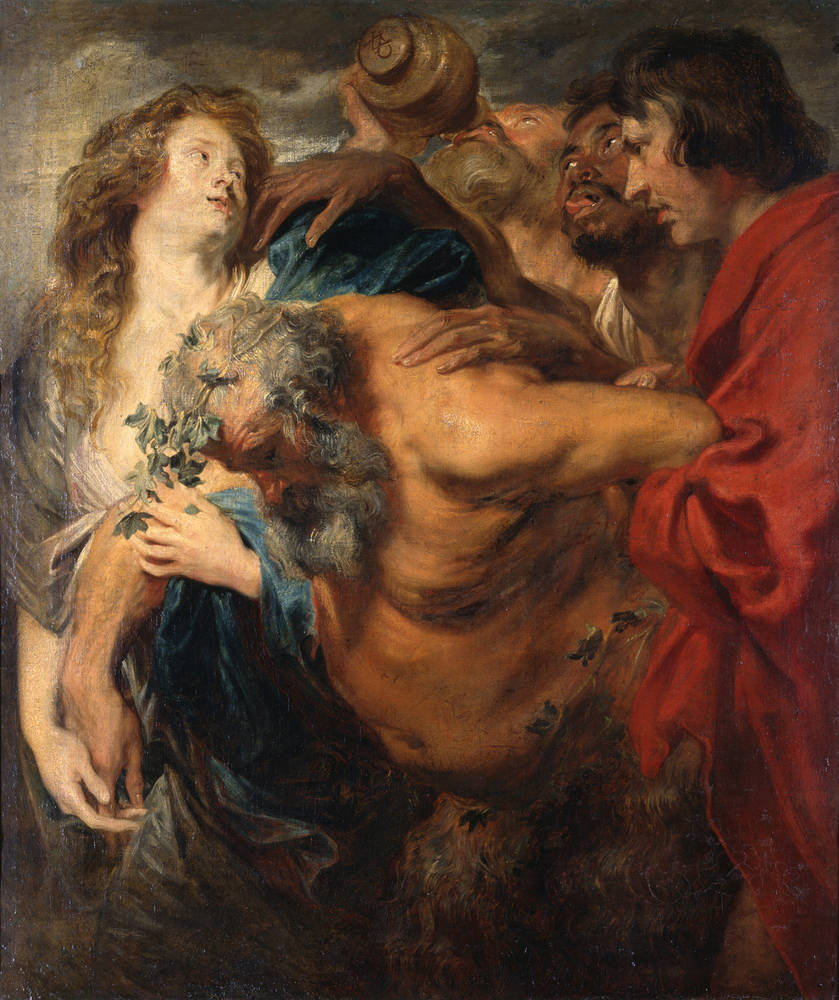
Пьяный Силен. Антонис ван Дейк. Первая треть XVII в. Картинная галерея. Дрезден
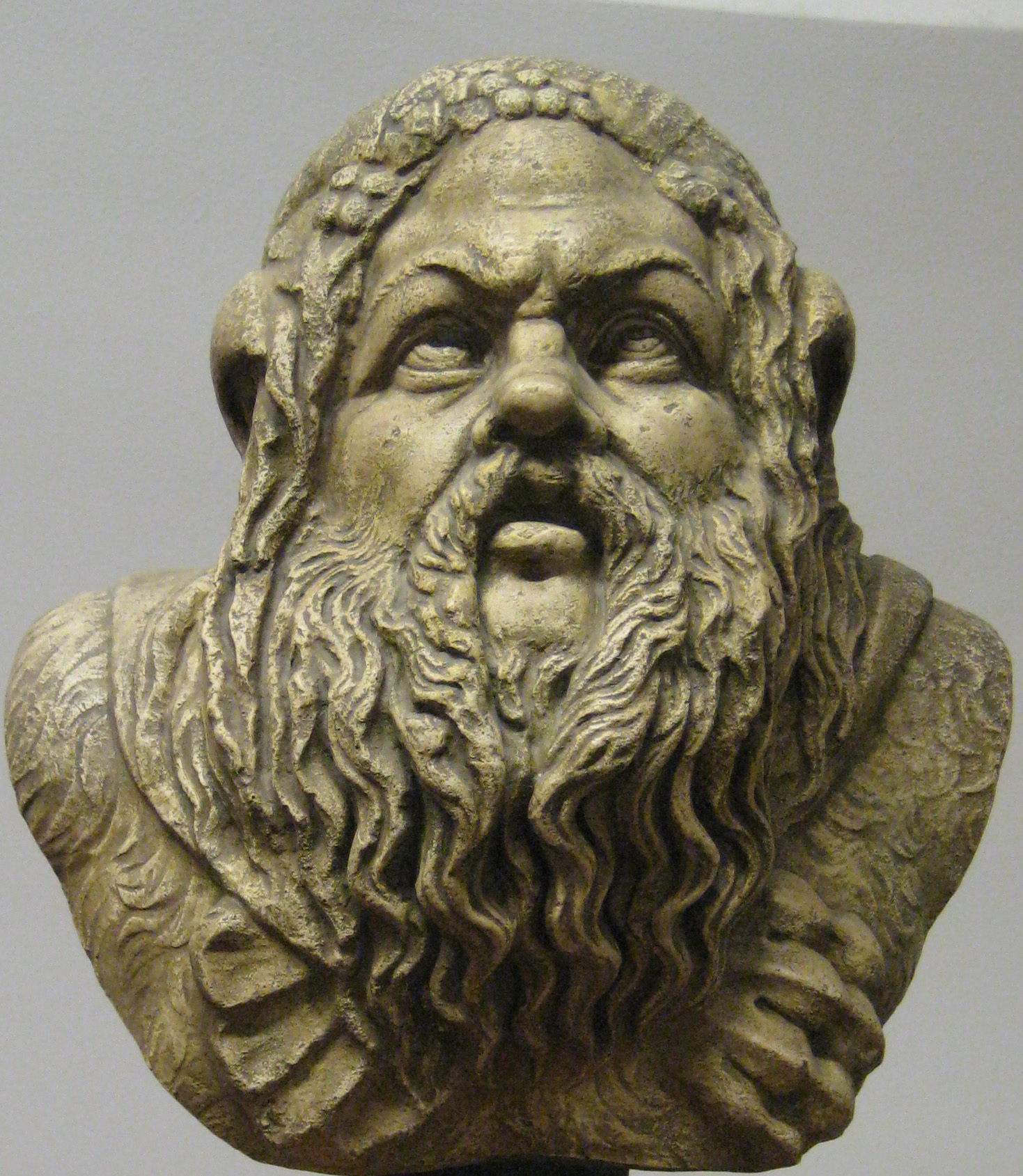
Бюст Силена.